# Strade Bianche 2020
Strade Bianche 2020 – 14. edycja wyścigu kolarskiego Strade Bianche przeprowadzona 1 sierpnia 2020 w ramach cyklu UCI World Tour 2020.
Pierwotnie wyścig zaplanowano na 7 marca 2020. Dwa dni przed tym terminem, ze względu na pandemię COVID-19, organizator imprezy (firma RCS Sport) zdecydował się ją odwołać, choć jeszcze przed tą oficjalną decyzją część drużyn zadeklarowała wycofanie się z zawodów w marcowym terminie. Kilka dni później, również z powodu pandemii, Międzynarodowa Unia Kolarska zawiesiła zawodowy sezon kolarski, w związku z czym kalendarz wyścigów w roku 2020 uległ zmianie. Ostatecznie Strade Bianche 2020 zostało przeniesione na 1 sierpnia 2020, stając się pierwszą imprezą cyklu UCI World Tour 2020 odbywającą się po przerwie, trwającej od zakończenia wyścigu Paryż-Nicea 2020 (8–14 marca 2020).

## Uczestnicy

### Drużyny
| WorldTeams (18)- AG2R La Mondiale - Astana - Bahrain McLaren - Bora-Hansgrohe - CCC Team - Deceuninck-Quick Step - EF Pro Cycling - Groupama-FDJ - Israel Start-Up Nation - Lotto Soudal - Mitchelton-Scott - Movistar Team - Ineos - Jumbo-Visma - Team Sunweb - Trek-Segafredo - UAE Team Emirates - NTT Pro Cycling ProTeams (6)- Androni Giocattoli-Sidermec - Bardiani CSF Faizanè - Arkéa-Samsic - Circus-Wanty Gobert - Alpecin-Fenix - B&B Hotels-Vital Concept p/b KTM |
| |

### Lista startowa
| Deceuninck-Quick Step DQT | Deceuninck-Quick Step DQT   | Deceuninck-Quick Step DQT |
| ------------------------- | --------------------------- | ------------------------- |
| Nr                        | Kolarz                      | Miejsce                   |
| 1                         | Julian Alaphilippe (FRA)    | 24.                       |
| 2                         | Kasper Asgreen (DEN)        | DNF                       |
| 3                         | Davide Ballerini (ITA)      | DNF                       |
| 4                         | Mikkel Frølich Honoré (DEN) | OTL                       |
| 5                         | Bob Jungels (LUX) (szosa)   | DNF                       |
| 6                         | Pieter Serry (BEL)          | DNF                       |
| 7                         | Zdeněk Štybar (CZE)         | 6.                        |

| AG2R La Mondiale ALM | AG2R La Mondiale ALM  | AG2R La Mondiale ALM |
| -------------------- | --------------------- | -------------------- |
| Nr                   | Kolarz                | Miejsce              |
| 12                   | Julien Duval (FRA)    | DNF                  |
| 13                   | Dorian Godon (FRA)    | DNF                  |
| 14                   | Lawrence Naesen (BEL) | DNF                  |
| 15                   | Oliver Naesen (BEL)   | DNF                  |
| 16                   | Andrea Vendrame (ITA) | 20.                  |
| 17                   | Larry Warbasse (USA)  | DNF                  |

| Alpecin-Fenix AFC | Alpecin-Fenix AFC          | Alpecin-Fenix AFC |
| ----------------- | -------------------------- | ----------------- |
| Nr                | Kolarz                     | Miejsce           |
| 21                | Mathieu van der Poel (NED) | 15.               |
| 22                | Floris De Tier (BEL)       | OTL               |
| 23                | Kristian Sbaragli (ITA)    | DNF               |
| 24                | Scott Thwaites (GBR)       | DNF               |
| 25                | Petr Vakoč (CZE)           | DNF               |
| 26                | Gianni Vermeersch (BEL)    | OTL               |
| 27                | Philipp Walsleben (GER)    | DNF               |

| Androni Giocattoli-Sidermec ANS | Androni Giocattoli-Sidermec ANS | Androni Giocattoli-Sidermec ANS |
| ------------------------------- | ------------------------------- | ------------------------------- |
| Nr                              | Kolarz                          | Miejsce                         |
| 31                              | Nicola Bagioli (ITA)            | DNF                             |
| 32                              | Mattia Frapporti (ITA)          | DNF                             |
| 33                              | Davide Gabburo (ITA)            | 41.                             |
| 34                              | Simon Pellaud (SUI)             | 40.                             |
| 35                              | Simone Ravanelli (ITA)          | OTL                             |
| 36                              | Josip Rumac (CRO)               | 26.                             |
| 37                              | Mattia Viel (ITA)               | DNF                             |

| Astana AST | Astana AST                     | Astana AST |
| ---------- | ------------------------------ | ---------- |
| Nr         | Kolarz                         | Miejsce    |
| 41         | Aleksiej Łucenko (KAZ) (szosa) | DNF        |
| 42         | Manuele Boaro (ITA)            | DNF        |
| 43         | Fabio Felline (ITA)            | DNF        |
| 44         | Jakob Fuglsang (DEN)           | 5.         |
| 45         | Hugo Houle (CAN)               | 29.        |
| 46         | Gorka Izagirre (ESP)           | 17.        |
| 47         | Ion Izagirre (ESP)             | DNF        |

| B&B Hotels-Vital Concept p/b KTM BVC | B&B Hotels-Vital Concept p/b KTM BVC | B&B Hotels-Vital Concept p/b KTM BVC |
| ------------------------------------ | ------------------------------------ | ------------------------------------ |
| Nr                                   | Kolarz                               | Miejsce                              |
| 51                                   | Maxime Chevalier (FRA)               | DNF                                  |
| 52                                   | Arnaud Courteille (FRA)              | DNF                                  |
| 53                                   | Cyril Gautier (FRA)                  | 37.                                  |
| 54                                   | Johan Le Bon (FRA)                   | DNF                                  |
| 55                                   | Quentin Pacher (FRA)                 | DNF                                  |
| 56                                   | Sebastian Schönberger (AUT)          | DNF                                  |
| 57                                   | Tom-Jelte Slagter (NED)              | DNF                                  |

| Bahrain McLaren TBM | Bahrain McLaren TBM       | Bahrain McLaren TBM |
| ------------------- | ------------------------- | ------------------- |
| Nr                  | Kolarz                    | Miejsce             |
| 61                  | Dylan Teuns (BEL)         | DNF                 |
| 62                  | Domen Novak (SLO) (szosa) | DNF                 |
| 63                  | Grega Bole (SLO)          | DNF                 |
| 64                  | Iván García Cortina (ESP) | DNF                 |
| 65                  | Matej Mohorič (SLO)       | 19.                 |
| 66                  | Jan Tratnik (SLO)         | DNF                 |
| 67                  | Fred Wright (GBR)         | DNF                 |

| Bardiani CSF Faizanè BCF | Bardiani CSF Faizanè BCF  | Bardiani CSF Faizanè BCF |
| ------------------------ | ------------------------- | ------------------------ |
| Nr                       | Kolarz                    | Miejsce                  |
| 71                       | Vincenzo Albanese (ITA)   | DNF                      |
| 72                       | Nicolas Dalla Valle (ITA) | DNF                      |
| 73                       | Iuri Filosi (ITA)         | DNF                      |
| 74                       | Filippo Fiorelli (ITA)    | DNF                      |
| 75                       | Fabio Mazzucco (ITA)      | DNF                      |
| 76                       | Alessandro Pessot (ITA)   | DNF                      |
| 77                       | Alessandro Tonelli (ITA)  | DNF                      |

| Bora-Hansgrohe BOH | Bora-Hansgrohe BOH                  | Bora-Hansgrohe BOH |
| ------------------ | ----------------------------------- | ------------------ |
| Nr                 | Kolarz                              | Miejsce            |
| 81                 | Peter Sagan (SVK)                   | DNF                |
| 82                 | Cesare Benedetti (ITA)              | OTL                |
| 83                 | Marcus Burghardt (GER)              | 23.                |
| 84                 | Oscar Gatto (ITA)                   | DNF                |
| 85                 | Gregor Mühlberger (AUT)             | 11.                |
| 86                 | Daniel Oss (ITA)                    | 27.                |
| 87                 | Maximilian Schachmann (GER) (szosa) | 3.                 |

| CCC Team CCC | CCC Team CCC               | CCC Team CCC |
| ------------ | -------------------------- | ------------ |
| Nr           | Kolarz                     | Miejsce      |
| 91           | Greg Van Avermaet (BEL)    | 8.           |
| 92           | Alessandro De Marchi (ITA) | 33.          |
| 93           | Simon Geschke (GER)        | OTL          |
| 94           | Jonas Koch (GER)           | DNF          |
| 95           | Michael Schär (SUI)        | 28.          |
| 96           | Gijs Van Hoecke (BEL)      | DNF          |
| 97           | Nathan Van Hooydonck (BEL) | DNF          |

| Circus-Wanty Gobert CWG | Circus-Wanty Gobert CWG    | Circus-Wanty Gobert CWG |
| ----------------------- | -------------------------- | ----------------------- |
| Nr                      | Kolarz                     | Miejsce                 |
| 101                     | Quinten Hermans (BEL)      | DNF                     |
| 102                     | Timothy Dupont (BEL)       | DNF                     |
| 103                     | Fabien Doubey (FRA)        | DNF                     |
| 104                     | Corné van Kessel (NED)     | DNF                     |
| 105                     | Xandro Meurisse (BEL)      | DNF                     |
| 106                     | Loïc Vliegen (BEL)         | 18.                     |
| 107                     | Pieter Vanspeybrouck (BEL) | DNF                     |

| EF Pro Cycling EF1 | EF Pro Cycling EF1        | EF Pro Cycling EF1 |
| ------------------ | ------------------------- | ------------------ |
| Nr                 | Kolarz                    | Miejsce            |
| 111                | Alberto Bettiol (ITA)     | 4.                 |
| 112                | Simon Clarke (AUS)        | DNF                |
| 113                | Lawson Craddock (USA)     | 35.                |
| 114                | Mitchell Docker (AUS)     | DNF                |
| 115                | Magnus Cort Nielsen (DEN) | DNF                |
| 116                | Sean Bennett (USA)        | DNF                |
| 117                | Michael Woods (CAN)       | 36.                |

| Groupama-FDJ GFC | Groupama-FDJ GFC      | Groupama-FDJ GFC |
| ---------------- | --------------------- | ---------------- |
| Nr               | Kolarz                | Miejsce          |
| 121              | Stefan Küng (SUI)     | 14.              |
| 122              | Mickaël Delage (FRA)  | DNF              |
| 123              | Kevin Geniets (LUX)   | DNF              |
| 124              | Simon Guglielmi (FRA) | DNF              |
| 125              | Olivier Le Gac (FRA)  | 31.              |
| 126              | Marc Sarreau (FRA)    | DNF              |
| 127              | Léo Vincent (FRA)     | DNF              |

| Israel Start-Up Nation ISN | Israel Start-Up Nation ISN | Israel Start-Up Nation ISN |
| -------------------------- | -------------------------- | -------------------------- |
| Nr                         | Kolarz                     | Miejsce                    |
| 131                        | Krists Neilands (LAT)      | DNF                        |
| 132                        | Guillaume Boivin (CAN)     | DNF                        |
| 133                        | Alexander Cataford (CAN)   | DNF                        |
| 134                        | Alex Dowsett (GBR)         | 34.                        |
| 135                        | Reto Hollenstein (SUI)     | DNF                        |
| 136                        | Norman Vahtra (EST)        | DNF                        |

| Lotto-Soudal LTS | Lotto-Soudal LTS         | Lotto-Soudal LTS |
| ---------------- | ------------------------ | ---------------- |
| Nr               | Kolarz                   | Miejsce          |
| 141              | Philippe Gilbert (BEL)   | 25.              |
| 142              | Jasper De Buyst (BEL)    | DNF              |
| 143              | Kobe Goossens (BEL)      | DNF              |
| 144              | Matthew Holmes (GBR)     | DNF              |
| 145              | Stefano Oldani (ITA)     | DNF              |
| 146              | Tosh Van der Sande (BEL) | DNF              |
| 147              | Florian Vermeersch (BEL) | DNF              |

| Mitchelton-Scott MTS | Mitchelton-Scott MTS     | Mitchelton-Scott MTS |
| -------------------- | ------------------------ | -------------------- |
| Nr                   | Kolarz                   | Miejsce              |
| 151                  | Edoardo Affini (ITA)     | DNF                  |
| 152                  | Jack Bauer (NZL)         | 22.                  |
| 153                  | Sam Bewley (NZL)         | DNF                  |
| 154                  | Brent Bookwalter (USA)   | 7.                   |
| 155                  | Luke Durbridge (AUS)     | DNF                  |
| 156                  | Alexander Konychev (ITA) | OTL                  |
| 157                  | Robert Stannard (AUS)    | DNF                  |

| Movistar Team MOV | Movistar Team MOV       | Movistar Team MOV |
| ----------------- | ----------------------- | ----------------- |
| Nr                | Kolarz                  | Miejsce           |
| 161               | Dario Cataldo (ITA)     | DNF               |
| 162               | Juri Hollmann (GER)     | DNF               |
| 163               | Héctor Carretero (ESP)  | DNF               |
| 164               | Johan Jacobs (SUI)      | DNF               |
| 165               | Einer Rubio (COL)       | DNF               |
| 166               | Eduardo Sepúlveda (ARG) | DNF               |
| 167               | Davide Villella (ITA)   | DNF               |

| NTT Pro Cycling NTT | NTT Pro Cycling NTT        | NTT Pro Cycling NTT |
| ------------------- | -------------------------- | ------------------- |
| Nr                  | Kolarz                     | Miejsce             |
| 171                 | Samuele Battistella (ITA)  | DNF                 |
| 172                 | Edvald Boasson Hagen (NOR) | 42.                 |
| 173                 | Michael Gogl (AUT)         | 9.                  |
| 174                 | Michael Valgren (DEN)      | 30.                 |
| 175                 | Roman Kreuziger (CZE)      | OTL                 |
| 176                 | Matteo Sobrero (ITA)       | DNF                 |
| 177                 | Rasmus Tiller (NOR)        | DNF                 |

| Arkéa-Samsic ARK | Arkéa-Samsic ARK        | Arkéa-Samsic ARK |
| ---------------- | ----------------------- | ---------------- |
| Nr               | Kolarz                  | Miejsce          |
| 181              | Diego Rosa (ITA)        | 10.              |
| 182              | Franck Bonnamour (FRA)  | DNF              |
| 183              | Benjamin Declercq (BEL) | DNF              |
| 184              | Anthony Delaplace (FRA) | DNF              |
| 185              | Romain Hardy (FRA)      | DNF              |
| 186              | Clément Russo (FRA)     | DNF              |
| 187              | Florian Vachon (FRA)    | DNF              |

| Team Ineos INS | Team Ineos INS           | Team Ineos INS |
| -------------- | ------------------------ | -------------- |
| Nr             | Kolarz                   | Miejsce        |
| 191            | Owain Doull (GBR)        | DNF            |
| 192            | Michał Kwiatkowski (POL) | 12.            |
| 193            | Gianni Moscon (ITA)      | DNF            |
| 194            | Jhonatan Narváez (ECU)   | DNF            |
| 195            | Salvatore Puccio (ITA)   | DNF            |
| 196            | Luke Rowe (GBR)          | DNF            |
| 197            | Ben Swift (GBR) (szosa)  | DNF            |

| Jumbo-Visma TJV | Jumbo-Visma TJV                     | Jumbo-Visma TJV |
| --------------- | ----------------------------------- | --------------- |
| Nr              | Kolarz                              | Miejsce         |
| 201             | Wout van Aert (BEL)                 | 1.              |
| 202             | Koen Bouwman (NED)                  | DNF             |
| 203             | Amund Grøndahl Jansen (NOR) (szosa) | 38.             |
| 204             | Bert-Jan Lindeman (NED)             | DNF             |
| 205             | Paul Martens (GER)                  | DNF             |
| 206             | Antwan Tolhoek (NED)                | DNF             |
| 207             | Maarten Wynants (BEL)               | DNF             |

| Team Sunweb SUN | Team Sunweb SUN            | Team Sunweb SUN |
| --------------- | -------------------------- | --------------- |
| Nr              | Kolarz                     | Miejsce         |
| 211             | Tiesj Benoot (BEL)         | DNF             |
| 212             | Nikias Arndt (GER)         | DNF             |
| 213             | Marc Hirschi (SUI)         | DNF             |
| 214             | Søren Kragh Andersen (DEN) | DNF             |
| 215             | Joris Nieuwenhuis (NED)    | DNF             |
| 216             | Nicolas Roche (IRL)        | DNF             |
| 217             | Jasha Sütterlin (GER)      | DNF             |

| Trek-Segafredo TFS | Trek-Segafredo TFS         | Trek-Segafredo TFS |
| ------------------ | -------------------------- | ------------------ |
| Nr                 | Kolarz                     | Miejsce            |
| 221                | Vincenzo Nibali (ITA)      | DNF                |
| 222                | Gianluca Brambilla (ITA)   | DNF                |
| 223                | Giulio Ciccone (ITA)       | 32.                |
| 224                | Nicola Conci (ITA)         | DNF                |
| 225                | Antonio Nibali (ITA)       | DNF                |
| 226                | Toms Skujiņš (LAT) (szosa) | DNF                |
| 227                | Pieter Weening (NED)       | DNF                |

| UAE Team Emirates UAD | UAE Team Emirates UAD        | UAE Team Emirates UAD |
| --------------------- | ---------------------------- | --------------------- |
| Nr                    | Kolarz                       | Miejsce               |
| 231                   | Tadej Pogačar (SLO)          | 13.                   |
| 232                   | Valerio Conti (ITA)          | 21.                   |
| 233                   | Rui Costa (POR)              | 39.                   |
| 234                   | Davide Formolo (ITA) (szosa) | 2.                    |
| 235                   | Jan Polanc (SLO)             | DNF                   |
| 236                   | Alaksandr Rabuszenka (BLR)   | DNF                   |
| 239                   | Diego Ulissi (ITA)           | 16.                   |

| Deceuninck-Quick Step DQT | Deceuninck-Quick Step DQT   | Deceuninck-Quick Step DQT |
| ------------------------- | --------------------------- | ------------------------- |
| Nr                        | Kolarz                      | Miejsce                   |
| 1                         | Julian Alaphilippe (FRA)    | 24.                       |
| 2                         | Kasper Asgreen (DEN)        | DNF                       |
| 3                         | Davide Ballerini (ITA)      | DNF                       |
| 4                         | Mikkel Frølich Honoré (DEN) | OTL                       |
| 5                         | Bob Jungels (LUX) (szosa)   | DNF                       |
| 6                         | Pieter Serry (BEL)          | DNF                       |
| 7                         | Zdeněk Štybar (CZE)         | 6.                        |

| AG2R La Mondiale ALM | AG2R La Mondiale ALM  | AG2R La Mondiale ALM |
| -------------------- | --------------------- | -------------------- |
| Nr                   | Kolarz                | Miejsce              |
| 12                   | Julien Duval (FRA)    | DNF                  |
| 13                   | Dorian Godon (FRA)    | DNF                  |
| 14                   | Lawrence Naesen (BEL) | DNF                  |
| 15                   | Oliver Naesen (BEL)   | DNF                  |
| 16                   | Andrea Vendrame (ITA) | 20.                  |
| 17                   | Larry Warbasse (USA)  | DNF                  |

| Alpecin-Fenix AFC | Alpecin-Fenix AFC          | Alpecin-Fenix AFC |
| ----------------- | -------------------------- | ----------------- |
| Nr                | Kolarz                     | Miejsce           |
| 21                | Mathieu van der Poel (NED) | 15.               |
| 22                | Floris De Tier (BEL)       | OTL               |
| 23                | Kristian Sbaragli (ITA)    | DNF               |
| 24                | Scott Thwaites (GBR)       | DNF               |
| 25                | Petr Vakoč (CZE)           | DNF               |
| 26                | Gianni Vermeersch (BEL)    | OTL               |
| 27                | Philipp Walsleben (GER)    | DNF               |

| Androni Giocattoli-Sidermec ANS | Androni Giocattoli-Sidermec ANS | Androni Giocattoli-Sidermec ANS |
| ------------------------------- | ------------------------------- | ------------------------------- |
| Nr                              | Kolarz                          | Miejsce                         |
| 31                              | Nicola Bagioli (ITA)            | DNF                             |
| 32                              | Mattia Frapporti (ITA)          | DNF                             |
| 33                              | Davide Gabburo (ITA)            | 41.                             |
| 34                              | Simon Pellaud (SUI)             | 40.                             |
| 35                              | Simone Ravanelli (ITA)          | OTL                             |
| 36                              | Josip Rumac (CRO)               | 26.                             |
| 37                              | Mattia Viel (ITA)               | DNF                             |

| Astana AST | Astana AST                     | Astana AST |
| ---------- | ------------------------------ | ---------- |
| Nr         | Kolarz                         | Miejsce    |
| 41         | Aleksiej Łucenko (KAZ) (szosa) | DNF        |
| 42         | Manuele Boaro (ITA)            | DNF        |
| 43         | Fabio Felline (ITA)            | DNF        |
| 44         | Jakob Fuglsang (DEN)           | 5.         |
| 45         | Hugo Houle (CAN)               | 29.        |
| 46         | Gorka Izagirre (ESP)           | 17.        |
| 47         | Ion Izagirre (ESP)             | DNF        |

| B&B Hotels-Vital Concept p/b KTM BVC | B&B Hotels-Vital Concept p/b KTM BVC | B&B Hotels-Vital Concept p/b KTM BVC |
| ------------------------------------ | ------------------------------------ | ------------------------------------ |
| Nr                                   | Kolarz                               | Miejsce                              |
| 51                                   | Maxime Chevalier (FRA)               | DNF                                  |
| 52                                   | Arnaud Courteille (FRA)              | DNF                                  |
| 53                                   | Cyril Gautier (FRA)                  | 37.                                  |
| 54                                   | Johan Le Bon (FRA)                   | DNF                                  |
| 55                                   | Quentin Pacher (FRA)                 | DNF                                  |
| 56                                   | Sebastian Schönberger (AUT)          | DNF                                  |
| 57                                   | Tom-Jelte Slagter (NED)              | DNF                                  |

| Bahrain McLaren TBM | Bahrain McLaren TBM       | Bahrain McLaren TBM |
| ------------------- | ------------------------- | ------------------- |
| Nr                  | Kolarz                    | Miejsce             |
| 61                  | Dylan Teuns (BEL)         | DNF                 |
| 62                  | Domen Novak (SLO) (szosa) | DNF                 |
| 63                  | Grega Bole (SLO)          | DNF                 |
| 64                  | Iván García Cortina (ESP) | DNF                 |
| 65                  | Matej Mohorič (SLO)       | 19.                 |
| 66                  | Jan Tratnik (SLO)         | DNF                 |
| 67                  | Fred Wright (GBR)         | DNF                 |

| Bardiani CSF Faizanè BCF | Bardiani CSF Faizanè BCF  | Bardiani CSF Faizanè BCF |
| ------------------------ | ------------------------- | ------------------------ |
| Nr                       | Kolarz                    | Miejsce                  |
| 71                       | Vincenzo Albanese (ITA)   | DNF                      |
| 72                       | Nicolas Dalla Valle (ITA) | DNF                      |
| 73                       | Iuri Filosi (ITA)         | DNF                      |
| 74                       | Filippo Fiorelli (ITA)    | DNF                      |
| 75                       | Fabio Mazzucco (ITA)      | DNF                      |
| 76                       | Alessandro Pessot (ITA)   | DNF                      |
| 77                       | Alessandro Tonelli (ITA)  | DNF                      |

| Bora-Hansgrohe BOH | Bora-Hansgrohe BOH                  | Bora-Hansgrohe BOH |
| ------------------ | ----------------------------------- | ------------------ |
| Nr                 | Kolarz                              | Miejsce            |
| 81                 | Peter Sagan (SVK)                   | DNF                |
| 82                 | Cesare Benedetti (ITA)              | OTL                |
| 83                 | Marcus Burghardt (GER)              | 23.                |
| 84                 | Oscar Gatto (ITA)                   | DNF                |
| 85                 | Gregor Mühlberger (AUT)             | 11.                |
| 86                 | Daniel Oss (ITA)                    | 27.                |
| 87                 | Maximilian Schachmann (GER) (szosa) | 3.                 |

| CCC Team CCC | CCC Team CCC               | CCC Team CCC |
| ------------ | -------------------------- | ------------ |
| Nr           | Kolarz                     | Miejsce      |
| 91           | Greg Van Avermaet (BEL)    | 8.           |
| 92           | Alessandro De Marchi (ITA) | 33.          |
| 93           | Simon Geschke (GER)        | OTL          |
| 94           | Jonas Koch (GER)           | DNF          |
| 95           | Michael Schär (SUI)        | 28.          |
| 96           | Gijs Van Hoecke (BEL)      | DNF          |
| 97           | Nathan Van Hooydonck (BEL) | DNF          |

| Circus-Wanty Gobert CWG | Circus-Wanty Gobert CWG    | Circus-Wanty Gobert CWG |
| ----------------------- | -------------------------- | ----------------------- |
| Nr                      | Kolarz                     | Miejsce                 |
| 101                     | Quinten Hermans (BEL)      | DNF                     |
| 102                     | Timothy Dupont (BEL)       | DNF                     |
| 103                     | Fabien Doubey (FRA)        | DNF                     |
| 104                     | Corné van Kessel (NED)     | DNF                     |
| 105                     | Xandro Meurisse (BEL)      | DNF                     |
| 106                     | Loïc Vliegen (BEL)         | 18.                     |
| 107                     | Pieter Vanspeybrouck (BEL) | DNF                     |

| EF Pro Cycling EF1 | EF Pro Cycling EF1        | EF Pro Cycling EF1 |
| ------------------ | ------------------------- | ------------------ |
| Nr                 | Kolarz                    | Miejsce            |
| 111                | Alberto Bettiol (ITA)     | 4.                 |
| 112                | Simon Clarke (AUS)        | DNF                |
| 113                | Lawson Craddock (USA)     | 35.                |
| 114                | Mitchell Docker (AUS)     | DNF                |
| 115                | Magnus Cort Nielsen (DEN) | DNF                |
| 116                | Sean Bennett (USA)        | DNF                |
| 117                | Michael Woods (CAN)       | 36.                |

| Groupama-FDJ GFC | Groupama-FDJ GFC      | Groupama-FDJ GFC |
| ---------------- | --------------------- | ---------------- |
| Nr               | Kolarz                | Miejsce          |
| 121              | Stefan Küng (SUI)     | 14.              |
| 122              | Mickaël Delage (FRA)  | DNF              |
| 123              | Kevin Geniets (LUX)   | DNF              |
| 124              | Simon Guglielmi (FRA) | DNF              |
| 125              | Olivier Le Gac (FRA)  | 31.              |
| 126              | Marc Sarreau (FRA)    | DNF              |
| 127              | Léo Vincent (FRA)     | DNF              |

| Israel Start-Up Nation ISN | Israel Start-Up Nation ISN | Israel Start-Up Nation ISN |
| -------------------------- | -------------------------- | -------------------------- |
| Nr                         | Kolarz                     | Miejsce                    |
| 131                        | Krists Neilands (LAT)      | DNF                        |
| 132                        | Guillaume Boivin (CAN)     | DNF                        |
| 133                        | Alexander Cataford (CAN)   | DNF                        |
| 134                        | Alex Dowsett (GBR)         | 34.                        |
| 135                        | Reto Hollenstein (SUI)     | DNF                        |
| 136                        | Norman Vahtra (EST)        | DNF                        |

| Lotto-Soudal LTS | Lotto-Soudal LTS         | Lotto-Soudal LTS |
| ---------------- | ------------------------ | ---------------- |
| Nr               | Kolarz                   | Miejsce          |
| 141              | Philippe Gilbert (BEL)   | 25.              |
| 142              | Jasper De Buyst (BEL)    | DNF              |
| 143              | Kobe Goossens (BEL)      | DNF              |
| 144              | Matthew Holmes (GBR)     | DNF              |
| 145              | Stefano Oldani (ITA)     | DNF              |
| 146              | Tosh Van der Sande (BEL) | DNF              |
| 147              | Florian Vermeersch (BEL) | DNF              |

| Mitchelton-Scott MTS | Mitchelton-Scott MTS     | Mitchelton-Scott MTS |
| -------------------- | ------------------------ | -------------------- |
| Nr                   | Kolarz                   | Miejsce              |
| 151                  | Edoardo Affini (ITA)     | DNF                  |
| 152                  | Jack Bauer (NZL)         | 22.                  |
| 153                  | Sam Bewley (NZL)         | DNF                  |
| 154                  | Brent Bookwalter (USA)   | 7.                   |
| 155                  | Luke Durbridge (AUS)     | DNF                  |
| 156                  | Alexander Konychev (ITA) | OTL                  |
| 157                  | Robert Stannard (AUS)    | DNF                  |

| Movistar Team MOV | Movistar Team MOV       | Movistar Team MOV |
| ----------------- | ----------------------- | ----------------- |
| Nr                | Kolarz                  | Miejsce           |
| 161               | Dario Cataldo (ITA)     | DNF               |
| 162               | Juri Hollmann (GER)     | DNF               |
| 163               | Héctor Carretero (ESP)  | DNF               |
| 164               | Johan Jacobs (SUI)      | DNF               |
| 165               | Einer Rubio (COL)       | DNF               |
| 166               | Eduardo Sepúlveda (ARG) | DNF               |
| 167               | Davide Villella (ITA)   | DNF               |

| NTT Pro Cycling NTT | NTT Pro Cycling NTT        | NTT Pro Cycling NTT |
| ------------------- | -------------------------- | ------------------- |
| Nr                  | Kolarz                     | Miejsce             |
| 171                 | Samuele Battistella (ITA)  | DNF                 |
| 172                 | Edvald Boasson Hagen (NOR) | 42.                 |
| 173                 | Michael Gogl (AUT)         | 9.                  |
| 174                 | Michael Valgren (DEN)      | 30.                 |
| 175                 | Roman Kreuziger (CZE)      | OTL                 |
| 176                 | Matteo Sobrero (ITA)       | DNF                 |
| 177                 | Rasmus Tiller (NOR)        | DNF                 |

| Arkéa-Samsic ARK | Arkéa-Samsic ARK        | Arkéa-Samsic ARK |
| ---------------- | ----------------------- | ---------------- |
| Nr               | Kolarz                  | Miejsce          |
| 181              | Diego Rosa (ITA)        | 10.              |
| 182              | Franck Bonnamour (FRA)  | DNF              |
| 183              | Benjamin Declercq (BEL) | DNF              |
| 184              | Anthony Delaplace (FRA) | DNF              |
| 185              | Romain Hardy (FRA)      | DNF              |
| 186              | Clément Russo (FRA)     | DNF              |
| 187              | Florian Vachon (FRA)    | DNF              |

| Team Ineos INS | Team Ineos INS           | Team Ineos INS |
| -------------- | ------------------------ | -------------- |
| Nr             | Kolarz                   | Miejsce        |
| 191            | Owain Doull (GBR)        | DNF            |
| 192            | Michał Kwiatkowski (POL) | 12.            |
| 193            | Gianni Moscon (ITA)      | DNF            |
| 194            | Jhonatan Narváez (ECU)   | DNF            |
| 195            | Salvatore Puccio (ITA)   | DNF            |
| 196            | Luke Rowe (GBR)          | DNF            |
| 197            | Ben Swift (GBR) (szosa)  | DNF            |

| Jumbo-Visma TJV | Jumbo-Visma TJV                     | Jumbo-Visma TJV |
| --------------- | ----------------------------------- | --------------- |
| Nr              | Kolarz                              | Miejsce         |
| 201             | Wout van Aert (BEL)                 | 1.              |
| 202             | Koen Bouwman (NED)                  | DNF             |
| 203             | Amund Grøndahl Jansen (NOR) (szosa) | 38.             |
| 204             | Bert-Jan Lindeman (NED)             | DNF             |
| 205             | Paul Martens (GER)                  | DNF             |
| 206             | Antwan Tolhoek (NED)                | DNF             |
| 207             | Maarten Wynants (BEL)               | DNF             |

| Team Sunweb SUN | Team Sunweb SUN            | Team Sunweb SUN |
| --------------- | -------------------------- | --------------- |
| Nr              | Kolarz                     | Miejsce         |
| 211             | Tiesj Benoot (BEL)         | DNF             |
| 212             | Nikias Arndt (GER)         | DNF             |
| 213             | Marc Hirschi (SUI)         | DNF             |
| 214             | Søren Kragh Andersen (DEN) | DNF             |
| 215             | Joris Nieuwenhuis (NED)    | DNF             |
| 216             | Nicolas Roche (IRL)        | DNF             |
| 217             | Jasha Sütterlin (GER)      | DNF             |

| Trek-Segafredo TFS | Trek-Segafredo TFS         | Trek-Segafredo TFS |
| ------------------ | -------------------------- | ------------------ |
| Nr                 | Kolarz                     | Miejsce            |
| 221                | Vincenzo Nibali (ITA)      | DNF                |
| 222                | Gianluca Brambilla (ITA)   | DNF                |
| 223                | Giulio Ciccone (ITA)       | 32.                |
| 224                | Nicola Conci (ITA)         | DNF                |
| 225                | Antonio Nibali (ITA)       | DNF                |
| 226                | Toms Skujiņš (LAT) (szosa) | DNF                |
| 227                | Pieter Weening (NED)       | DNF                |

| UAE Team Emirates UAD | UAE Team Emirates UAD        | UAE Team Emirates UAD |
| --------------------- | ---------------------------- | --------------------- |
| Nr                    | Kolarz                       | Miejsce               |
| 231                   | Tadej Pogačar (SLO)          | 13.                   |
| 232                   | Valerio Conti (ITA)          | 21.                   |
| 233                   | Rui Costa (POR)              | 39.                   |
| 234                   | Davide Formolo (ITA) (szosa) | 2.                    |
| 235                   | Jan Polanc (SLO)             | DNF                   |
| 236                   | Alaksandr Rabuszenka (BLR)   | DNF                   |
| 239                   | Diego Ulissi (ITA)           | 16.                   |

## Klasyfikacja generalna
| \| Klasyfikacja generalna \| Klasyfikacja generalna \| Klasyfikacja generalna \| Klasyfikacja generalna \| Klasyfikacja generalna \| \| Kolarz \| Kolarz \| Państwo \| Drużyna \| Czas \| \| ---------------------- \| ---------------------- \| ---------------------- \| ---------------------- \| ---------------------- \| \| 1. \| Wout van Aert \| Belgia \| Jumbo-Visma \| 4h 58' 56" \| \| 2. \| Davide Formolo \| Włochy \| UAE Team Emirates \| + 30" \| \| 3. \| Maximilian Schachmann \| Niemcy \| Bora-Hansgrohe \| + 32" \| \| 4. \| Alberto Bettiol \| Włochy \| EF Pro Cycling \| + 1' 31" \| \| 5. \| Jakob Fuglsang \| Dania \| Astana \| + 2' 55" \| \| 6. \| Zdeněk Štybar \| Czechy \| Deceuninck-Quick Step \| + 3' 59" \| \| 7. \| Brent Bookwalter \| Stany Zjednoczone \| Mitchelton-Scott \| + 4' 25" \| \| 8. \| Greg Van Avermaet \| Belgia \| CCC Team \| + 4' 27" \| \| 9. \| Michael Gogl \| Austria \| NTT Pro Cycling \| + 6' 47" \| \| 10. \| Diego Rosa \| Włochy \| Arkéa-Samsic \| + 7' 45" \| \| 11. \| Gregor Mühlberger \| Austria \| Bora-Hansgrohe \| + 8' 11" \| \| 12. \| Michał Kwiatkowski \| Polska \| Team Ineos \| + 10' 03" \| \| 13. \| Tadej Pogačar \| Słowenia \| UAE Team Emirates \| + 10' 03" \| \| 14. \| Stefan Küng \| Szwajcaria \| Groupama-FDJ \| + 10' 03" \| \| 15. \| Mathieu van der Poel \| Holandia \| Alpecin-Fenix \| + 10' 06" \| \| 16. \| Diego Ulissi \| Włochy \| UAE Team Emirates \| + 10' 09" \| \| 17. \| Gorka Izagirre \| Hiszpania \| Astana \| + 10' 09" \| \| 18. \| Loïc Vliegen \| Belgia \| Circus-Wanty Gobert \| + 10' 11" \| \| 19. \| Matej Mohorič \| Słowenia \| Bahrain McLaren \| + 10' 30" \| \| 20. \| Andrea Vendrame \| Włochy \| AG2R La Mondiale \| + 13' 41" \| |                       |                   |                       |            |
| |                       |                   |                       |            |
| Źródło: ProCyclingStats |                       |                   |                       |            |
| Klasyfikacja generalna |                       |                   |                       |            |
| Kolarz | Kolarz                | Państwo           | Drużyna               | Czas       |
| 1. | Wout van Aert         | Belgia            | Jumbo-Visma           | 4h 58' 56" |
| 2. | Davide Formolo        | Włochy            | UAE Team Emirates     | + 30"      |
| 3. | Maximilian Schachmann | Niemcy            | Bora-Hansgrohe        | + 32"      |
| 4. | Alberto Bettiol       | Włochy            | EF Pro Cycling        | + 1' 31"   |
| 5. | Jakob Fuglsang        | Dania             | Astana                | + 2' 55"   |
| 6. | Zdeněk Štybar         | Czechy            | Deceuninck-Quick Step | + 3' 59"   |
| 7. | Brent Bookwalter      | Stany Zjednoczone | Mitchelton-Scott      | + 4' 25"   |
| 8. | Greg Van Avermaet     | Belgia            | CCC Team              | + 4' 27"   |
| 9. | Michael Gogl          | Austria           | NTT Pro Cycling       | + 6' 47"   |
| 10. | Diego Rosa            | Włochy            | Arkéa-Samsic          | + 7' 45"   |
| 11. | Gregor Mühlberger     | Austria           | Bora-Hansgrohe        | + 8' 11"   |
| 12. | Michał Kwiatkowski    | Polska            | Team Ineos            | + 10' 03"  |
| 13. | Tadej Pogačar         | Słowenia          | UAE Team Emirates     | + 10' 03"  |
| 14. | Stefan Küng           | Szwajcaria        | Groupama-FDJ          | + 10' 03"  |
| 15. | Mathieu van der Poel  | Holandia          | Alpecin-Fenix         | + 10' 06"  |
| 16. | Diego Ulissi          | Włochy            | UAE Team Emirates     | + 10' 09"  |
| 17. | Gorka Izagirre        | Hiszpania         | Astana                | + 10' 09"  |
| 18. | Loïc Vliegen          | Belgia            | Circus-Wanty Gobert   | + 10' 11"  |
| 19. | Matej Mohorič         | Słowenia          | Bahrain McLaren       | + 10' 30"  |
| 20. | Andrea Vendrame       | Włochy            | AG2R La Mondiale      | + 13' 41"  |